# 리포터즈
리포터즈(Reporters)는 2007년 5월 8일부터 2009년 6월 15일까지 방영된 프랑스 카날+ 드라마이다.

## 방송 시간
| 방송 채널 | 방송 기간                 | 방송 시간                                          |
| --------- | ------------------------- | -------------------------------------------------- |
| KBS 2TV   | 2008년 4월 6일 ~ 4월 27일 | 매주 일요일 밤 11:25 ~ 1:05 (100분(2편 연속 방송)) |

## 한국판 성우진(KBS)
- 홍시호 - 토마 슈나이더(제롬 로바르)
- 강희선 - 플로랑스 도말(안느 코에상스)
- 김병관 - 미셸 카예트(파트릭 부시테이)
- 송두석 - 알베르 르망(디디에 베자스)
- 안경진 - 카트린 알퐁시(크리스틴 부와송)
- 이재용 - 알랭 마사르(제롬 베르탱)
- 정현경 - 엘자 카예트(아이사투 디옵)
- 임채헌 - 크리스티앙
- 김정호 - 발리에
- 이근욱 - 카플랑
- 김소형 - 게랭
- 이현주 - 나디아
- 위훈 - 자블로브스키
- 이미향 - 소피